# Pete Ham
Peter William Ham (27 de abril de 1947 - 24 de abril de 1975) fue un cantante, guitarrista y compositor galés, conocido por haber sido el vocalista, guitarrista, pianista y principal compositor de la banda de rock Badfinger, para quienes escribió temas como "No Matter What", "Day After Day" y "Baby Blue." También es autor, junto con Tom Evans, de la canción "Without You", convertida en número 1 internacional por Harry Nilsson a comienzos de los 70 y versionada posteriormente por centenares de artistas. Ham recibió dos premios Ivor Novello por esta canción en 1973.
Ham se suicidó en 1975 debido a una fuerte depresión derivada de problemas internos de la banda relacionados con sus Derechos Patrimoniales de Autor.

## Biografía
Ham nació en la localidad galesa de Swansea. Hijo menor de William y Catherine (de soltera Tanner) Ham, tuvo tres hermanos: John (1937-2015), Irene (1943-1991) y William (nacido en 1935), quien falleció en la infancia.  William nació en 1908 y trabajó como pintor de barcos en los muelles de Swansea ; falleció en 1985.  Catherine nació en 1912 y trabajó como abridora de platos en la fábrica de hojalata; falleció en 1976, un año después de Peter.
Ham creció en Gwent Gardens, al pie de la finca Townhill . Asistió a la escuela primaria Gors y mostró tempranamente talento musical. Tocaba la armónica con frecuencia en el patio de la escuela.  Su hermano mayor, John, era trompetista de jazz y animó al joven Ham a entrar en la escena musical de Swansea.  Uno de los primeros trabajos de Pete fue como aprendiz de ingeniero de radio y televisión.

## Trayectoria
Allí formó la banda The Panthers en 1961, que tras numerosos cambios de personal, adoptó definitivamente el nombre de The Iveys en 1965. Al año siguiente se mudaron a Londres y durante tres años estuvieron realizando actuaciones por todo el Reino Unido. Durante este tiempo Ham se convirtió en un prominente compositor. Ray Davies de The Kinks se interesó por el grupo y produjo algunas grabaciones de la banda, si bien, estas permanecieron inéditas hasta décadas más tarde. En 1968, The Iveys atrajeron la atención de Mal Evans (asistente personal de The Beatles) quien intervino para fichar a la banda para el sello Apple Records.

## Badfinger
The Iveys cambiaron su nombre por Badfinger para lanzar el sencillo "Come and Get It," una composición de Paul McCartney, que alcanzó a entrar en los diez más populares de las listas de éxitos. En un principio, a Ham no le gustó la idea de debutar con una canción no original de la banda, aunque pronto valoró la importancia del efecto trampolín que suponía el respaldo de McCartney. El siguiente sencillo que publicó el grupo fue "No Matter What", compuesto, esta vez sí, por Ham, que alcanzó los primeros puestos de las listas de éxitos mundiales a finales de 1970. Ham continuó escribiendo éxitos para Badfinger como "Day After Day" y "Baby Blue."
Su mayor éxito comercial fue "Without You", tema compuesto junto a su compañero de banda Tom Evans, que alcanzó el número 1 mundial en la versión que Harry Nilsson publicó en 1972. Posteriormente el tema fue versioneado por centenares de artistas y adaptado a varios idiomas. En 1994 repitió éxito mundial en la versión que realizó Mariah Carey. El tema recibió dos premios Ivor Novello y varias nominaciones a los Grammy. 
George Harrison contó con Ham para numerosas grabaciones de artistas de Apple Records, incluido su propio álbum All Things Must Pass. La amistad de ambos músicos quedó patente en el dueto de guitarras acústicas que protagonizaron en el Concierto para Bangladesh de 1971, interpretando el tema "Here Comes the Sun". En 1972, Badfinger ficharon por Warner Bros. Records, ante el declive de Apple Records.
Warner Bros. Records demandó al representante comercial de Badfinger, Stan Polley , después de que desapareciera un anticipo. Con su álbum actual retirado repentinamente y su seguimiento rechazado, Badfinger pasó los primeros meses de 1975 tratando de averiguar cómo proceder bajo la situación legal poco clara. Sus cheques de salario de marzo de 1975 no se cobraron y los cheques de abril nunca llegaron.  El pánico se apoderó de Ham, especialmente de Ham, que recientemente había comprado una casa de £30,000 en Woking, Surrey,  y cuya novia estaba esperando un hijo.  Según su compañero de banda de 1974-1975, Bob Jackson, la banda intentó continuar sin la participación de Polley contactando a agentes de reservas y posibles representantes en todo Londres, pero fueron rechazados rutinariamente debido a sus contratos restrictivos con Polley y acciones legales inminentes. Según se informa, Ham intentó en muchas ocasiones contactar a Polley por teléfono durante los primeros meses de 1975, pero nunca pudo comunicarse con él.

## Muerte
En 1975, Warner Bros. Records demandó al mánager de Badfinger, Stan Polley, por apropiarse de un adelanto de dinero de la banda y desaparecer.
La noche del 23 de abril de 1975, Ham recibió una llamada telefónica desde Estados Unidos, donde le informaron que todo su dinero había desaparecido. Más tarde esa noche, se encontró con Tom Evans y fueron juntos al pub The White Hart en Surrey,  donde Ham bebió diez whiskies.  Evans lo llevó a casa a las tres de la madrugada del 24 de abril de 1975.
Creyéndose arruinado, Ham se ahorcó en el garaje de su casa tres días antes de cumplir 28, entrando a formar parte del fatídico Club de los 27. Dejó una nota para su esposa, que en ese momento se encontraba embarazada, en la que le decía a ella y al bebé que esperaba que los quería y en la que además se podía leer
"No se me permitirá amar y confiar en todo el mundo ... Esto es mejor ... Pete ... PD Stan Polley es un bastardo sin alma ... Lo llevaré siempre conmigo".
Ham había mostrado signos crecientes de enfermedad mental durante los meses anteriores, y Gibbins recordaba que Ham se quemaba las manos y los brazos con cigarrillos.  Ham fue incinerado en el Crematorio Morriston de Swansea; sus cenizas fueron esparcidas en los jardines conmemorativos.  La hija de Ham, Petera, nació un mes después de su muerte.  En mayo, Warner Bros. rescindió su contrato con Badfinger y Badfinger se disolvió.  Por esa época, Apple también eliminó todos los álbumes de Badfinger de su catálogo.

## Legado
A Ham se le suele reconocer como uno de los primeros impulsores del power pop.  Su mayor impacto en la música popular fue la balada «Without You», escrita junto a su compañero de banda en Badfinger, Tom Evans. Se han publicado recopilaciones póstumas de sus demos caseros: 7 Park Avenue (1997), Golders Green ( 1999),  y The Keyhole Street Demos 1966–67 ( 2013) .  En 2022 se lanzó el «Demos Variety Pack» de Ham.

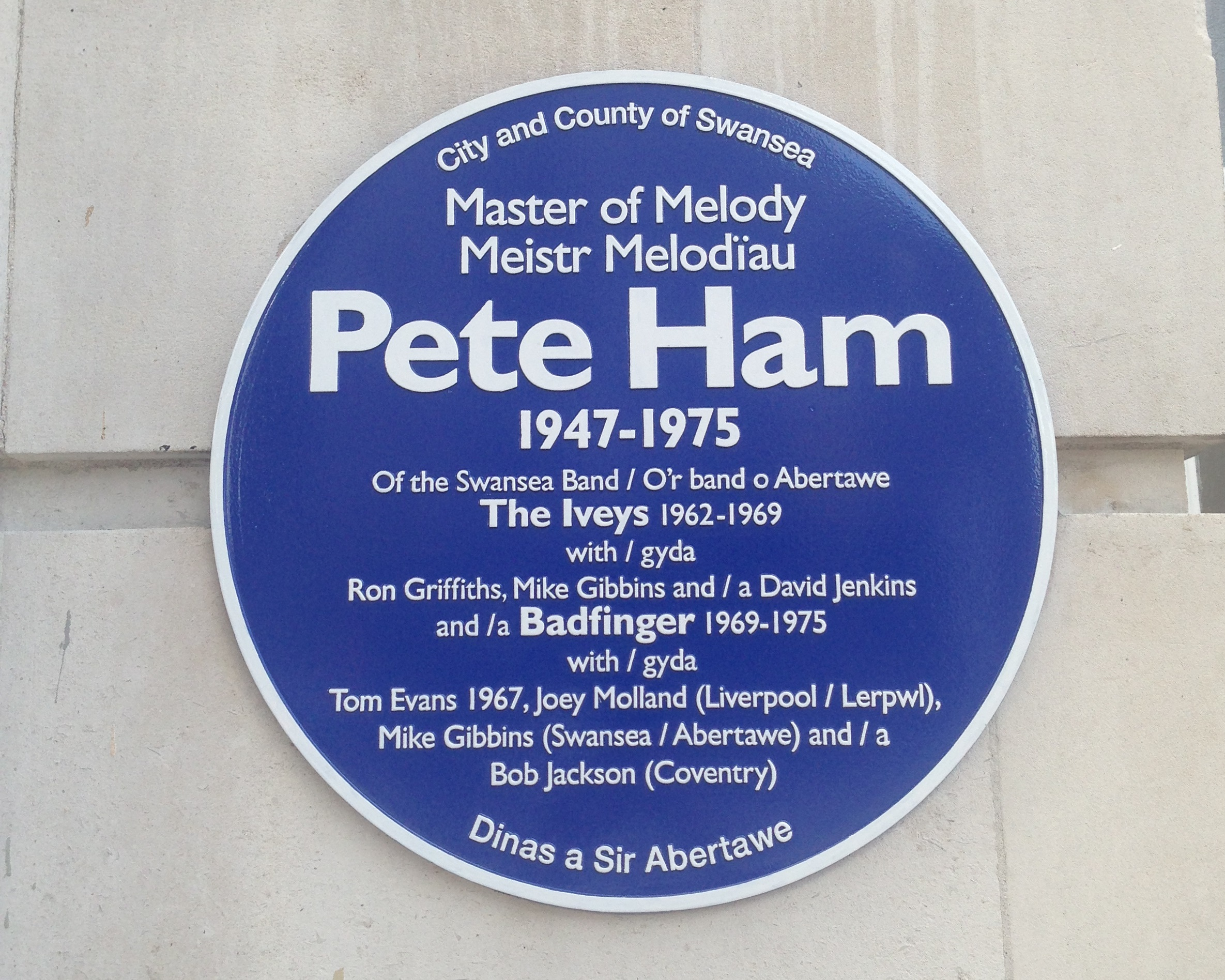
Placa azul en memoria de Pete Ham en su ciudad natal de Swansea, Gales.

El 27 de abril de 2013 (el que habría sido el 66.º cumpleaños de Ham), el Ayuntamiento de Swansea inauguró una placa azul oficial en su honor en su ciudad natal.  A la inauguración asistieron dos exmiembros de la banda original de Badfinger, The Iveys: Ron Griffiths y David Jenkins, además del exmiembro de Badfinger, Bob Jackson. La placa rindió homenaje a Ham y a todos los miembros de Iveys y Badfinger que vivió. Tras la ceremonia, se ofreció un concierto con los exmiembros de Badfinger, Bob Jackson y Al Wodtke.
La placa se colocó en el exterior de la estación de tren de High Street debido a su proximidad al adyacente Ivey Place, donde la banda se reunía para practicar.

Esta placa, escrita en inglés con palabras seleccionadas traducidas al galés, dice:
Pete Ham
1947-1975
Of the Swansea band / O'r band o Abertawe
The Iveys 1962-1969
con / gyda, Ron Griffiths , Mike Gibbins y / a David Jenkin
y /a Badfinger 1969-1975
con / gyda
Tom Evans 1967, Joey Molland ( Liverpool / Lerpwl),
Mike Gibbins (Swansea / Abertawe) y/a
Bob Jackson ( Coventry )

Dinas a Sir Abertawe

## Discografía

### Con Badfinger
- Magic Christian Music (1969)
- No Dice (1970)
- Straight Up (1971)
- Ass (1973)
- Badfinger (1974)
- Wish You Were Here (1974)

### Álbumes póstumos
- 7 Park Avenue (1997)
- Golders Green (1999)
- The Keyhole Street Demos 1966–67 (2013)

### Como colaborador
- The Concert for Bangladesh
- All Things Must Pass de George Harrison (álbum)
- "It Don't Come Easy" de Ringo Starr (sencillo)
- Living In The Material World [21] de George Harrison (álbum)